# 群馬県立西邑楽高等学校
群馬県立西邑楽高等学校（ぐんまけんりつにしおうらこうとうがっこう）は、群馬県邑楽郡大泉町朝日二丁目にある県立高等学校。昭和50年11月に開設された。通称は西邑楽（にしおうら）もしくは西高（にしこう）。

## 概要
1975年に創設。芸術科やスポーツ科など、県下でも珍しい科を擁する高校となっている。男女共学の全日制として、普通科、芸術科、スポーツ科から選択可能となっており、芸術科は美術コースと音楽コースに分かれている。美術コースでは絵画や彫刻の実習などを主体としながら、美術史についても学習をする。音楽コースは音楽大学への進学を目標とし、ピアノや声楽について学ぶことができる。 部活動においては、レスリング部やバスケットボール部などに多数の生徒が参加しており、文化系の部活としては茶道部や映画部などがある。
校舎南側には啓真館という合宿所も設置されている。
学科
- 普通科
- スポーツ科
- 芸術科

この3つの科を持つ高校は県内唯一である。

## 沿革
公式ホームページによる。
- 1975年11月1日 - 開設。
- 1976年4月 - 第1回入学式挙行。定員360名、普通科。
- 1999年4月 - スポーツ科、芸術科を設置。

## 著名な出身者
- 川合達夫（レスリング選手）※日本代表：アトランタ五輪／シドニー五輪
- 岩尾憲（サッカー選手：徳島ヴォルティス）
- 森浩美（作詞家・作家）
- 片山陽平（演奏者：ティンパニ／打楽器）※セントラル愛知交響楽団の首席奏者
- 金田莉実（バレーボール選手：ヴィクトリーナ姫路）
- 小林歩 - 総合格闘家